# استبان آلوارادو
استبان آلوارادو (اسپانیایی: Esteban Alvarado‎؛ زادهٔ ۲۸ آوریل ۱۹۸۹) بازیکن فوتبال اهل کاستاریکا است.
از باشگاه‌هایی که در آن بازی کرده‌است می‌توان به باشگاه فوتبال ترابزون‌اسپور و باشگاه فوتبال آزد آلکمار اشاره کرد.
وی همچنین در تیم‌های ملی فوتبال زیر ۲۰ سال کاستاریکا و کاستاریکا بازی کرده‌است.